# Hollie May Saker
Hollie May Saker (Liverpool, ...) è una supermodella britannica.

## Carriera
Ha posato anche per le copertine di Vogue nell'edizione italiana (nel 2015) e di Elle nell'edizione giapponese nel 2014.
Ha posato anche per servizi fotografici per Vogue nelle edizioni italiana, e britannica e di Elle nell'edizione francese e giapponese.
Ha calcato le passerelle anche per Nina Ricci, Oscar de la Renta, Versace, Roberto Cavalli, Kenzo, Trussardi, Giorgio Armani, Moschino, Fendi, Valentino e Chanel.
Tra le agenzie con cui lavora c'è la Elite Model Management a Parigi e Copenaghen.
Marie Claire edizione italiana la considera tra le 50 supermodelle più influenti
È comparsa sulle pagine di cronaca per aver seppure involontariamente colpito un'attivista di FEMEN che voleva interrompere la sfilata di Nina Ricci in cui compariva per protestare contro il mondo della moda.